# Pterolophia annobonae
Pterolophia annobonae är en skalbaggsart som beskrevs av Aurivillius 1910. Pterolophia annobonae ingår i släktet Pterolophia och familjen långhorningar. Inga underarter finns listade i Catalogue of Life.